# Mas-d’Orcières
Mas-d’Orcières ist eine ehemalige französische Gemeinde mit 257 Einwohnern (Stand: 1. Januar 2022) im Département Lozère in der Region Okzitanien.
Mas-d’Orcières wurde mit Wirkung vom 1. Januar 2017 mit den Gemeinden Bagnols-les-Bains, Belvezet, Le Bleymard, Chasseradès und Saint-Julien-du-Tournel zu einer Commune nouvelle mit dem Namen Mont Lozère et Goulet zusammengeschlossen, wo sie seither über den Status einer Commune déléguée verfügt.

## Geografie
Mas-d’Orcières ist ein Gebirgsdorf in der Nähe des Oberlaufs des Flusses Lot, nördlich des Gebirgsmassivs des Lozère, einem Teil der Cevennen.

## Weblinks

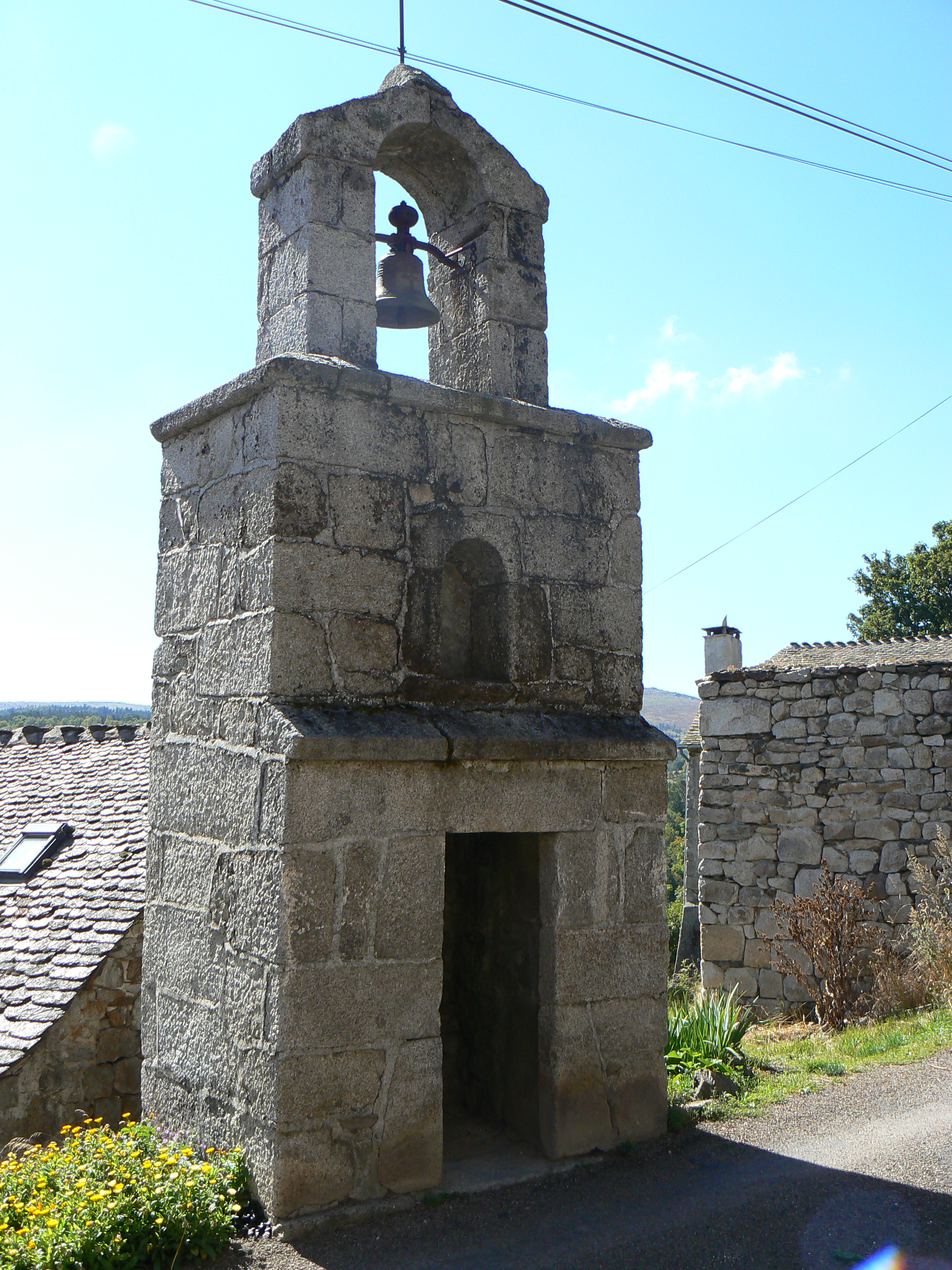
Historischer Glockenturm